# Unione Sportiva Brescello 2002-2003
Questa voce raccoglie le informazioni riguardanti  l'Unione Sportiva Brescello nelle competizioni ufficiali della stagione 2002-2003.

## Rosa
| N. |                                 | Ruolo | Calciatore           |
| -- | ------------------------------- | ----- | -------------------- |
|    | Italia (bandiera)               | A     | Fabio Alterio        |
|    | Italia (bandiera)               | A     | Antonio Bernardi     |
|    | Italia (bandiera)               | D     | Matteo Bertoli       |
|    | Italia (bandiera)               | D     | Roberto Bucchioni    |
|    | Italia (bandiera)               | C     | Andrea Conti (I)     |
|    | Italia (bandiera)               | D     | Andrea Da Rold       |
|    | Italia (bandiera)               | C     | Ciro Di Nicolantonio |
|    | Bosnia ed Erzegovina (bandiera) | C     | Amar Ferhatovic      |
|    | Italia (bandiera)               | D     | Davide Ferrari       |
|    | Italia (bandiera)               | A     | Fausto Ferrari       |
|    | Italia (bandiera)               | D     | Vittorio Gargiulo    |
|    | Italia (bandiera)               | C     | Cris Gilioli         |
|    | Italia (bandiera)               | D     | Marco Libassi        |

| N. |                                 | Ruolo | Calciatore               |
| -- | ------------------------------- | ----- | ------------------------ |
|    | Italia (bandiera)               | D     | Carlalberto Ludi         |
|    | Italia (bandiera)               | C     | Marco Merlo              |
|    | Italia (bandiera)               | C     | Dario Morello            |
|    | Italia (bandiera)               | C     | Luigi Numerato           |
|    | Italia (bandiera)               | D     | Ermes Paoletti           |
|    | Bosnia ed Erzegovina (bandiera) | A     | Ermin Poturak            |
|    | Italia (bandiera)               | C     | Yuri Recchi              |
|    | Italia (bandiera)               | C     | Carlo Alberto Santunione |
|    | Italia (bandiera)               | P     | Andrea Sardini           |
|    | Italia (bandiera)               | C     | Manuel Scalise           |
|    | Italia (bandiera)               | P     | Ivan Soldano             |
|    | Italia (bandiera)               | C     | Stefano Tagliani         |